# Wladimir Georgijewitsch Geptner
Wladimir Georgijewitsch Geptner (russisch Владимир Георгиевич Гептнер, wissenschaftliche Transliteration Vladimir Georgievič Geptner; * 9.jul. / 22. Juni 1901greg. in Moskau, Russisches Kaiserreich; † 5. August 1975 in Moskau, Sowjetunion), in der internationalen Fachliteratur auch als Wladimir Georgijewitsch Heptner oder Vladimir G. Heptner zitiert, war ein sowjetischer Zoologe. Sein Forschungsschwerpunkt galt der Wirbeltierfauna, insbesondere den Säugetieren Zentralasiens.

## Leben
Geptner war der Sohn von Georg-Julius Andrejewitsch Geptner und Walerija-Zezilija Augustinowna, geborene Kowalewskaja. Sein Vater war vor der Oktoberrevolution Verwalter und Buchhalter der reformierten lutherischen Kirche in Moskau. Seine Mutter war eine Lutheranerin deutsch-polnischer Abstammung aus Krotoszyn bei Posen. Die Eltern heirateten 1896 und die Familie hatte 5 Kinder.
Geptner absolvierte von 1909 bis 1919 das Reformgymnasium. Anschließend trat er in die naturwissenschaftliche Abteilung der Fakultät für Physik und Mathematik der Staatlichen Universität Moskau ein, wo er 1922 sein Examen bestand. Im selben Jahr absolvierte er Jagdschulungen. 1924 veröffentlichte er seinen ersten Aufsatz über das Thema Naturschutz.
Nach seinem Abschluss an der Staatlichen Universität Moskau begann er 1925 ein Postgraduiertenstudium bei den renommierten Zoologen Sergei Iwanowitsch Ognjow und Grigori Alexandrowitsch Koschewnikow. 1929 wurde er zum Assistenzprofessor ernannt. Im selben Jahr  wurde er Kurator der Säugetiersammlung im Zoologischen Museum der Staatlichen Universität Moskau. Von 1932 bis 1950 war er Leiter der Säugetierabteilung des Zoologischen Museums der Staatlichen Universität Moskau und blieb auch später wissenschaftlicher Berater.
Am 16. Februar 1933 wurde Geptner verhaftet und am 22. März gemäß Artikel 58.11 des Strafgesetzbuches der RSFSR wegen angeblicher Beteiligung an einer antisowjetischen Untergrundorganisation zu einer dreijährigen Gefängnisstrafe verurteilt. Er verbüßte seine Strafe in den Lagern Mariinsk, Nowosibirsk und Siblag, nach einer Revision des Falls wurde er am 9. Juli 1933 vorzeitig entlassen. 1934 wurde er ordentlicher Professor. 1936 veröffentlichte er das Lehrbuch Зоогеография über allgemeine Zoogeographie, das zu einem Standardwerk wurde.
1938 wurde er stellvertretender Vorsitzender der Sektion für den Schutz der Säugetiere in der Allrussischen Gesellschaft für Naturschutz und 1943 deren Vorsitzender. Bei der Gründung der Theriologischen Gesellschaft der UdSSR im Jahr 1974 wurde er zum Vizepräsidenten gewählt. Geptner war ferner Mitglied der American Society of Mammalogists, der Gesellschaft Naturforschender Freunde zu Berlin, Deutschen Gesellschaft für Säugetierkunde, der Ceska zoologicka spolecnost, der Europäischen Gesellschaft für Säugetierschutz, der IUCN, der Moskauer Gesellschaft der Naturforscher sowie der Russischen Geographischen Gesellschaft.
Geptners bedeutendste wissenschaftliche Arbeiten befassen sich mit der Systematik, Morphologie, Evolution und Lebensweise der Säugetiere und ihrer Bedeutung für die Landwirtschaft. 1968 wirkte er am vierten Säugetierband der Enzyklopädie Grzimeks Tierleben mit. Sein Hauptwerk ist Mlekopitayushchie Sovetskogo Soyuza (Säugetiere der Sowjetunion), von dem 1961 der erste Band über Unpaarhufer und Paarhufer im Verlag Vysshaya Shkola veröffentlicht wurde. 1967 erschien Band II (Teil 1) über Seekühe und Fleischfresser (Wölfe und Bären, Wiesel und weitere Arten) und 1972 Band II (Teil 2) über Hyänen und Katzen. 1976 wurde Band II (Teil 3) über Flossentiere und Zahnwale veröffentlicht. Technische Probleme verhinderten die Veröffentlichung über die Bartenwale zu Geptners Lebzeiten. Sein Manuskript wurde posthum von Wladimir Jewgenjewitsch Sokolow und Wladimir Solomonowitsch Arsenjew veröffentlicht. Einige seiner Bücher erschienen auch in deutscher Übersetzung, darunter Die Säugetiere in der Schutzwaldzone: geographische Verbreitung, Lebensweise und wirtschaftliche Bedeutung (1956) und Der Elch (Alces alces L.) (1967).
Geptner beschrieb rund 70 neue Taxa (Arten und Unterarten), darunter galt sein besonderes Interesse den Wüstenrennmäusen.
Geptners Sohn Michail Wladimirowitsch Geptner (1940–2002) war Meeresbiologe.

## Dedikationsnamen
Nach Geptner sind rund 20 Taxa benannt, darunter Salpingotus heptneri, Meles meles heptneri, Mustela nivalis heptneri, Capra falconeri heptneri, Pterocheilus heptneri und Neotrombicula heptneri.